# Pierre Russell
Pierre Angelo Russell (Kansas City, Kansas, 13 de diciembre de 1949-12 de junio de 1995) fue un jugador de baloncesto estadounidense que disputó dos temporadas en la ABA. Con 1,93 metros de estatura, jugaba en la posición de escolta.

## Trayectoria deportiva

### Universidad
Jugó durante tres temporadas con los Jayhawks de la Universidad de Kansas, en las que promedió 10,0 puntos y 7,3 rebotes por partido. En su sdos últimas temporadas fue elegido en el segundo mejor quinteto de la Big Eight Conference.

### Profesional
Fue elegido en el puesto 207 del Draft de la NBA de 1971 por Milwaukee Bucks y también por los Kentucky Colonels en el puesto 137 del Draft de la ABA, fichando por estos últimos.
Jugó dos temporadas como suplente, siendo la mejor la 1972-73, en la que promedió 4,9 puntos y 2,2 rebotes por partido.

## Estadísticas de su carrera en la ABA

### Temporada regular
| Temporada | Edad | Equipo            | Liga | Pos. | P   | TIT | MIN  | TC  | TCA | %TC  | 3P  | 3PA | %3P  | 2P  | 2PA | %2P  | TL  | TLA | %TL  | R.OF. | R.DEF. | REB | ASIS | ROB | TAP | PER | FP  | PTS |
| 1971-72   | 22   | Kentucky Colonels | ABA  | SG   | 51  |     | 7.8  | 1.3 | 3.0 | .425 | 0.0 | 0.1 | .000 | 1.3 | 2.9 | .433 | 0.3 | 0.4 | .762 | 0.8   | 1.0    | 1.8 | 1.0  |     |     | 0.6 | 1.1 | 2.9 |
| 1972-73   | 23   | Kentucky Colonels | ABA  | SG   | 59  |     | 10.5 | 2.0 | 4.5 | .447 | 0.0 | 0.3 | .118 | 2.0 | 4.2 | .470 | 0.8 | 1.3 | .628 | 0.9   | 1.3    | 2.2 | 1.0  |     |     | 0.6 | 1.4 | 4.9 |
| Total     |      |                   | ABA  |      | 110 |     | 9.2  | 1.7 | 3.8 | .439 | 0.0 | 0.2 | .100 | 1.7 | 3.6 | .456 | 0.6 | 0.9 | .657 | 0.9   | 1.2    | 2.0 | 1.0  |     |     | 0.6 | 1.2 | 4.0 |

### Playoffs
| Temporada | Edad | Equipo            | Liga | Pos. | P  | TIT | MIN | TC  | TCA | %TC  | 3P  | 3PA | %3P | 2P  | 2PA | %2P  | TL  | TLA | %TL  | R.OF. | R.DEF. | REB | ASIS | ROB | TAP | PER | FP  | PTS |
| 1972-73   | 23   | Kentucky Colonels | ABA  | SG   | 12 |     | 3.1 | 0.6 | 1.0 | .583 | 0.0 | 0.0 |     | 0.6 | 1.0 | .583 | 0.3 | 0.5 | .500 | 0.4   | 0.6    | 1.0 | 0.2  |     |     | 0.1 | 0.4 | 1.4 |
| Total     |      |                   | ABA  |      | 12 |     | 3.1 | 0.6 | 1.0 | .583 | 0.0 | 0.0 |     | 0.6 | 1.0 | .583 | 0.3 | 0.5 | .500 | 0.4   | 0.6    | 1.0 | 0.2  |     |     | 0.1 | 0.4 | 1.4 |